# Maurizio Moris

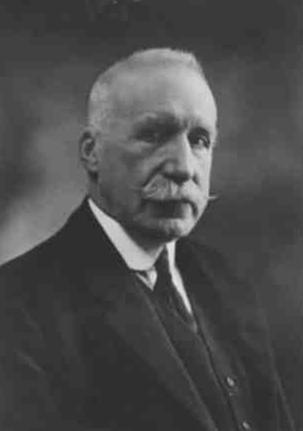
Maurizio Mario Moris

Maurizio Mario Moris (* 13. Oktober 1860 in Paris; † 19. September 1944 in Rom) war ein italienischer Flugpionier, Generalleutnant und Senator.

## Leben
Moris war Sohn eines italienischen Geschäftsmannes. Er absolvierte die Militärakademie in Turin und wurde dann Ingenieur und Offizier der Genietruppe. 1894 baute Moris nach den Plänen des Leutnants Cesare del Fabbro auf eigene Kosten einen Freiballon, mit dem die beiden Offiziere am 11. Juni 1894 von den Prati di Castello (heute die Piazza Mazzini) in Rom aufstiegen und in einigen Kilometer Entfernung sicher landeten. In den folgenden Jahren befasste sich Moris weiter mit dem Bau und dem Einsatz von Ballonen, Luftschiffen und dann Flugzeugen. 1909 erwirkte er zusammen mit zivilen Stellen einen Besuch des amerikanischen Luftfahrtpioniers Wilbur Wright, der im April jenes Jahres auf dem Flugplatz Centocelle bei Rom eintraf und dort die ersten italienischen Piloten ausbildete. Im folgenden Jahr erhielt Moris als Oberstleutnant das Kommando über das erste Bataillon der italienischen Fliegertruppe, als deren Vater er gilt. 1915 wurde Moris als Oberst Generalinspekteur des Luftfahrtwesens im Kriegsministeriums. Moris stieg nach dem Ersten Weltkrieg bis zum Generalleutnant auf und wurde 1939 zum Senator ernannt. Er war auch Vorsitzender der italienischen „Vereinigung der Luftfahrtpioniere“.